# روبرت أدولف نايف
روبرت أدولف نايف (بالألمانية: Robert A. Naef ) (و. 1907 – 1975 م) هو عالم فلك من سويسرا .
توفي عن عمر يناهز 68 عاماً.